# Prova de que e é irracional
O número e foi introduzido por Jacob Bernoulli em 1683. Após mais de um século, Euler, que fora um estudante de Johann, irmão mais novo de Jacob Johann, provou que e é irracional; isto significa que não pode ser expresso como uma razão de dois inteiros.

## Prova de Euler
Euler escreveu sua primeira prova do fato de que e é irracional em 1737 (mas o texto foi publicado apenas sete anos depois). Ele computou a representação de e como uma fração contínua simples, que é
{\displaystyle e=[2;1,2,1,1,4,1,1,6,1,1,8,1,1,\ldots ,2n,1,1,\ldots ].}
Como esta fração contínua é infinita e todo número racional tem uma fração contínua finita, e é irracional. Existe uma prova breve da igualdade anterior conhecida. Já que a fração contínua simples de e não é periódica, isso também prova que e não é uma raiz de um polinômio quadrático com coeficientes racionais; em particular, e2 é irracional.

## Prova de Fourier
A prova mais conhecida é a prova por contradição de Joseph Fourier, que se baseia na igualdade
{\displaystyle e=\sum _{n=0}^{\infty }{\frac {1}{n!}}.}
Inicialmente, assume-se que e é um número racional, ou seja, que pode ser escrito na forma ⁠a/b⁠. A ideia é analisar a diferença ampliada (aqui denotada como x) entre a representação em série de e e sua b-ésima soma parcial estritamente menor, que aproxima o valor limite de e. Escolhendo o fator de escala como o fatorial de b, a fração ⁠a/b⁠ e a soma parcial b tornam-se números inteiros, portanto x deve ser um número inteiro positivo. No entanto, a rápida convergência da representação em série implica que x ainda é estritamente menor que 1. A partir dessa contradição, deduzimos que e é irracional.
Agora para os detalhes, se e é um número racional, existem números naturais a e b tal que e = ⁠a/b⁠. Definimos o número
{\displaystyle x=b!\left(e-\sum _{n=0}^{b}{\frac {1}{n!}}\right).}
Usando suposição de que e = ⁠a/b⁠, obtemos
{\displaystyle x=b!\left({\frac {a}{b}}-\sum _{n=0}^{b}{\frac {1}{n!}}\right)=a(b-1)!-\sum _{n=0}^{b}{\frac {b!}{n!}}.}
O primeiro termo é um número inteiro, e cada fração na soma é, na verdade, um número inteiro porque n ≤ b para cada termo. Portanto, sob a suposição de que e é racional, x é um número inteiro.
Agora, provamos que 0 < x < 1. Primeiro, para provar que x é estritamente positivo, inserimos a representação em série de e na definição de x e obtemos
{\displaystyle x=b!\left(\sum _{n=0}^{\infty }{\frac {1}{n!}}-\sum _{n=0}^{b}{\frac {1}{n!}}\right)=\sum _{n=b+1}^{\infty }{\frac {b!}{n!}}>0,}
pois todos os termos são estritamente positivos.
Agora podemos provar que x < 1. Para todos os termos com n ≥ b + 1 temos a estimativa superior
{\displaystyle {\frac {b!}{n!}}={\frac {1}{(b+1)(b+2)\cdots {\big (}b+(n-b){\big )}}}\leq {\frac {1}{(b+1)^{n-b}}}.}
Essa desigualdade é estrita para todo n ≥ b + 2. Ao alterar o índice de soma para k = n – b e usar a fórmula para a série geométrica infinita, obtemos
{\displaystyle x=\sum _{n=b+1}^{\infty }{\frac {b!}{n!}}<\sum _{n=b+1}^{\infty }{\frac {1}{(b+1)^{n-b}}}=\sum _{k=1}^{\infty }{\frac {1}{(b+1)^{k}}}={\frac {1}{b+1}}\left({\frac {1}{1-{\frac {1}{b+1}}}}\right)={\frac {1}{b}}\leq 1.}
E, portanto, x < 1.
Como não há nenhum número inteiro estritamente entre 0 e 1, chegamos a uma contradição. Portanto, e é irracional, C.Q.D.